# Німецька ромашка лікарська
Німецька ромашка лікарська (Anacyclus officinarum) — вид рослин родини айстрових. Його культивували як лікарську рослину через його коріння приблизно до рубежу 19-го і 20-го століть.
Таксон вважається синонімом Anacyclus pyrethrum.